# Aljmaš
Aljmaš je selo u općini Erdut, smješteno na desnoj obali rijeke Dunav, na obroncima Čvorkovca, na nadmorskoj visini od 93 m. Poznato je po svetištu Gospe od Utočišta.

## Stanovništvo
Prema popisu stanovništva 2001. godine naselje je imalo 260 domaćinstava u kojima je živjelo 645 stanovnika.
Prema popisu stanovništva 2011. godine naselje je imalo 605 stanovnika.
Prema popisu stanovništva 2021 godine naselje je imalo 493 stanovnika.
Dijelovi naselja su zaseoci: 
- Aljmaška Planina
- Ušće.

Stanovništvo se većinom bavi poljoprivredom, ali i građevinarstvom, ugostiteljstvom, trgovinom i turizmom.
| broj stanovnika | 935   | 1047  | 1088  | 1321  | 1408  | 1395  | 1379  | 1291  | 1268  | 1258  | 1172  | 1028  | 924   | 823   | 645   | 605   | 481   |
|                 | 1857. | 1869. | 1880. | 1890. | 1900. | 1910. | 1921. | 1931. | 1948. | 1953. | 1961. | 1971. | 1981. | 1991. | 2001. | 2011. | 2021. |

## Turizam
Osnovni oblik turizma u Aljmašu je vjerski turizam, s obzirom na to da je Aljmaš poznato marijansko svetište Gospe od Utočišta još od 1704. godine. Na blagdan Velike Gospe ovdje hodočasti velik broj vjernika i turista - godišnje i do 100.000. Crkva Gospe od Utočišta, s kipom Majke Božje, izgrađena je 1864. godine, no ona je sravnjena do temelja u Domovinskom ratu. Na mjestu stare izgrađena je nova crkva, kao moderno arhitektonsko zdanje.  
Aljmaško groblje nalazi se na području koje se zove Rotkvinac.

## Povijest
U proljeće 2014. godina, Aljmaš je obilježio vrijedan jubilej 777 godina od prvoga spomena svog imena. Podatke o prvom spomenu imena i ostalu zanimljivu povijesnu građu sela, po arhivima u Hrvatskoj i Mađarskoj godinama je skupljao predsjednik Mjesnog odbora Aljmaš Ivica Stanković, koji sređuje svu pronađenu dokumentaciju i priprema izdavanje Monografije Aljmaša.
Današnja crkva nije bila prva crkva u Aljmašu. Naime prvo naselje i crkva izgrađeno je na lokaciji zapadno od sadašnjeg sela. Naselje zvano kao Selište. Stariji stanovnici Aljmaša još i danas to područje zovu Selište. Ovo naselje zajedno sa starom crkvom izgorilo je pa je novo naselje s crkvom u ono davno doba izgrađeno istočno od današnjeg Aljmaša i zvalo se Crkvina. Mještani koji danas imali zemlju ili vinograd na tome području zovu ga Crkvina. Nakon požara koji je uništio i ovo naselje, izgrađeno je novo naselje na današnjem mjestu.

## Znamenitosti
- Kurija Adamović
- Svetište Gospe od Utočišta u Aljmašu

## Šport
- MNK Aljmaš, malonogometni klub
- ŠRD Dunav Aljmaš, sportski ribolov

Od 1932. godine postojao je nogometni klub NK Dunav Aljmaš.

## Vanjske poveznice
- Aljmaš
- Aljmaš - o imenu  Arhivirana inačica izvorne stranice od 14. travnja 2007. (Wayback Machine)